# Larutia nubisilvicola
Larutia nubisilvicola là một loài thằn lằn trong họ Scincidae. Loài này được Chan-Ard, Makchai & Lhaotaew mô tả khoa học đầu tiên năm 2011.